# Tom Bates (acteur)
Pour les articles homonymes, voir Tom Bates et Bates.
Tom Bates est un acteur américain de film muet, spécialisé dans les rôles secondaires, né en 1864 et mort le 11 avril 1930.

## Filmographie

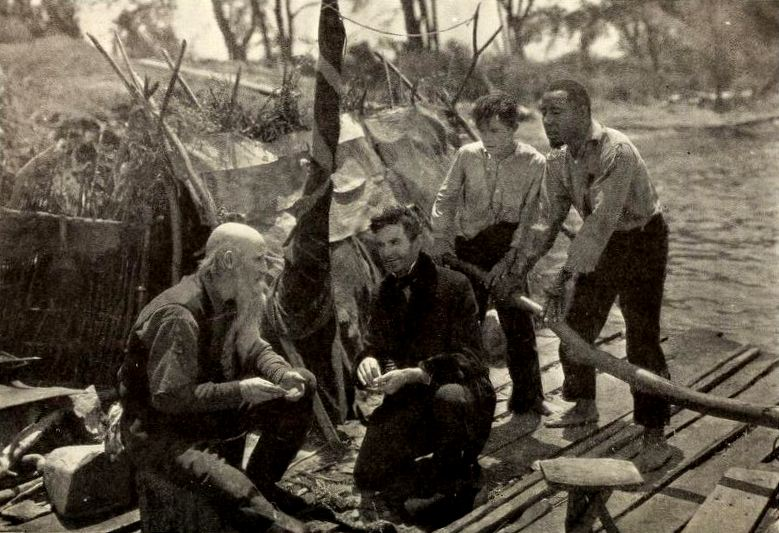
Photographie de tournage de Huckleberry Finn, avec Tom Bates (à gauche dans le rôle du roi, un des escrocs), Orrall Humphrey (le duc, l'autre escroc), Lewis Sargent (Huckleberry) et George Reed (Jim), publiée dans Moving Picture Age, mai 1920, p. 10.

- 1914 : Tested by Fire de Fred Huntley.
- 1915 : The Jaguar Trap de Tom Santschi.
- 1916 :
  - The Private Banker de Tom Santschi.
  - Her Father's Son (en), comédie de William Desmond Taylor.
  - The Parson of Panamint (en), comédie de William Desmond Taylor.
  - A Son of Erin (en) de Julia Crawford Ivers[1].
- 1917 : The Varmint (en) de William Desmond Taylor.
- 1918 : A Petticoat Pilot (en) de Rollin S. Sturgeon.
- 1918 : Huck and Tom de William Desmond Taylor.
- 1919 : 
  - Un faux pas (en) de Robert G. Vignola.
  - The Home Town Girl (en) de Robert G. Vignola.
  - Who Cares? de Walter Edwards.
- 1920 : 
  - Prince d'Orient (An Arabian Knight) de Charles Swickard.
  - Huckleberry Finn (film, 1920) (en) de William Desmond Taylor ; rôle du roi (The King), un des escrocs).
  - The Invisible Divorce (en) de Nat G. Deverich et Thomas R. Mills[2].
  - Burglar Proof (en) de Maurice S. Campbell[3],[4].
- 1922 : Une femme de tête (Two Kinds of Women), western de Colin Campbell[5],[6] ; rôle de José.
- 1923 : In the Palace of the King (en) de Emmett J. Flynn[7].
- 1924 : Vers le devoir (en) de George William Hill[8].
- 1927 : Don Mike (en), western de Lloyd Ingraham.